# ルクレティウス・カルス (小惑星)
ルクレティウス・カルス (6240 Lucretius Carus) は小惑星帯に位置する小惑星。ベルギーの天文学者エリック・ヴァルター・エルストがヨーロッパ南天天文台で発見した。
ローマ共和政末期の詩人・哲学者のティトゥス・ルクレティウス・カルス（Titus Lucretius Carus, 紀元前99年頃 - 紀元前55年）から命名された。